# James C. Dobbin

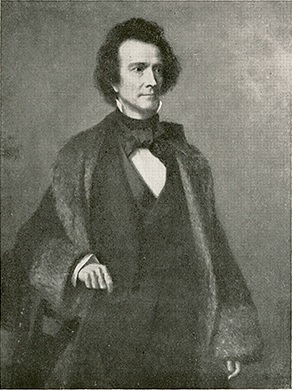
James C. Dobbin

James Cochran Dobbin (* 17. Januar 1814 in Fayetteville, North Carolina; † 4. August 1857 ebenda) war ein US-amerikanischer Politiker der Demokratischen Partei, der dem Kabinett von Präsident Franklin Pierce als Marineminister angehörte.

## Leben
Dobbin wurde nach seinem Großvater James Cochran benannt, der zwischen 1809 und 1813 dem US-Repräsentantenhaus angehörte. Er besuchte die Schulen seines Heimatortes, ehe er an die University of North Carolina wechselte und dort 1832 seinen Abschluss machte. Nach erfolgreichem Jura-Studium wurde er 1835 in die Anwaltskammer aufgenommen und begann in Fayetteville zu praktizieren.

## Politik
Seine politische Laufbahn begann mit der Wahl ins US-Repräsentantenhaus, dessen Mitglied er von 1845 bis 1847 war. In den Jahren 1848, 1850 und 1852 saß er danach im Repräsentantenhaus von North Carolina, wobei er 1850 als dessen Speaker fungierte.
1852 war Dobbin Delegierter zur Democratic National Convention in Baltimore. Dort half er dem zuvor weitgehend unbekannten Kandidaten Franklin Pierce, die Nominierung für die Wahl zum US-Präsidenten zu erhalten. Nachdem Pierce die Präsidentschaftswahl für sich entschieden hatte, belohnte er Dobbin mit der Berufung zum Secretary of the Navy in seinem Kabinett.
James Dobbin trat sein Amt am 8. März 1853 an. Er war überzeugt, dass eine starke Navy eine Garantie für andauernden Frieden darstellte, und strengte diverse Reformen an. Während seiner Amtszeit wurde die Expedition von Matthew Perry nach Japan erfolgreich durch einen Vertragsabschluss mit dem asiatischen Staat beendet. Er gab Isaac Strain den Auftrag zu einer Kartografierungsexpedition zum Tapón del Darién, um die Chancen für einen Kanal zwischen dem Atlantik und dem Pazifik abschätzen zu können.

## Würdigung
Nach dem Ende seiner Amtszeit starb James C. Dobbin noch im selben Jahr in seinem Heimatort Fayetteville an Tuberkulose. Im Gedenken an den ehemaligen Marineminister wurde das Kriegsschiff USS Dobbin nach ihm benannt.